# Julian Wagner
Julian Wagner (* 18. März 1998) ist ein deutscher Leichtathlet.

## Werdegang
Wagner wurde 2020 und 2021 deutscher Vizehallenmeister im 60-Meter-Lauf.
2022 wurde er deutscher Vizemeister im 100-Meter-Lauf.
Bei den Weltmeisterschaften 2023 schied er im 100-Meter-Lauf auf dem fünften Platz seines Vorlaufes aus.
Im selben Jahr wurde er auch Team-Europameister mit der 4-mal-100-Meter-Staffel.
Wagner schloss 2022 eine Ausbildung zum Mechatroniker ab.